# Phare de Green Island (Colombie-Britannique)
Pour les articles homonymes, voir Phare de Green Island.
Le phare de Green Island est un phare situé sur Green Island, une petite île au nord-est de Dundas Island, au nord-ouest du port de Prince Ruppert, dans le District régional de Skeena-Queen Charlotte (Province de la Colombie-Britannique), au Canada. 
Ce phare est géré par la Garde côtière canadienne .

## Histoire
Le premier phare, datant de 1906, se trouvait à environ 40 km du port de Prince Ruppert, juste à la frontière de l'Alaska dans le Chatham Sound (en). Il fut équipé d'une lentille de Fresnel de 3e ordre fabriquée par Barbier, Bénard et Turenne de Paris. En 1919, il fut équipé d'une corne de brume manuelle, puis d'un canon à acétylène et, en 1949 par un avertisseur de brouillard diaphone.
Vers 1957, une tour en béton flanquée de deux habitations a remplacé la station d'origine.

## Description
Le phare est une tour octogonale, avec galerie et lanterne rouge, de 10,5 m de haut. Il émet, à une hauteur focale de 19 m, un éclat blanc toutes les 5 secondes. Sa portée nominale est de 17 milles nautiques (environ 31 km). 
Ce phare n'est pas accessible au public et il est ravitaillé par un petit bateau.
Identifiant : ARLHS :CAN-742 - Amirauté : G-5814 - NGA : 11556 - CCG : 0730 .

### Lien connexe
- Liste des phares de la Colombie-Britannique